# Гуджранвала (округ)
Гуджранвала (урду ضلع گوجرانوالہ‎, англ. Gujranwala District) — один из 36 округов пакистанской провинции Пенджаб. Административный центр — город Гуджранвала.

## География
Площадь округа — 3 622 км². На севере граничит с округами Гуджрат и Сиялкот, на северо-западе — с округом Манди-Бахауддин, на западе — с округом Хафизабад, на юге — с округом Шекхупура.

## Административно-территориальное деление
Округ делится на четыре техсила:
- Гуджранвала
- Камоке
- Наушахра-Вирхан
- Вазирабад

## Население
По данным переписи 1998 года, население округа составляло 3 400 940 человек, из которых мужчины составляли 52,05 %, женщины — соответственно 47,95 %. Уровень грамотности населения (от 10 лет и старше) составлял 56,5 %. Уровень урбанизации — 50,55 %. Средняя плотность населения — 939 чел./км².